# Krzysztof Czupryński
Krzysztof Ludwik Czupryński (ur. 23 sierpnia 1954) – polski chemik, prof. dr hab. inż., specjalista w zakresie chemii fizycznej i teoretycznej oraz fizykochemii ciekłych kryształów. Wykładowca akademicki, obecnie prorektor do spraw naukowych Wojskowej Akademii Technicznej im. Jarosława Dąbrowskiego w Warszawie (WAT).

## Życiorys
Absolwent Wydziału Chemii i Fizyki Technicznej Wojskowej Akademii Technicznej. Po ukończeniu studiów jak dowódca plutonu służył w 4 Pułku Chemicznym. W latach 1984–1987 odbył studia doktoranckie zakończone obrona doktoratu z dziedziny nauk chemicznych, 23 kwietnia 1987. Stopień doktora habilitowanego nauk technicznych w zakresie inżynierii materiałowej, uzyskał na podstawie pracy „Destabilizacja ortogonalnych faz smektycznych” w 1996, na Wojskowej Akademii Technicznej w Warszawie. Aktualnie jest profesorem zwyczajnym WAT. Piastował funkcję dziekana Wydział Inżynierii, Chemii i Fizyki Technicznej, a następnie dziekana Wydział Nowych Technologii i Chemii, na tejże uczelni. Od października 2012 prorektor WAT-u do spraw naukowych.